# 掠奪者 (漫畫)
《掠奪者》是水無月嵩所繪畫的日本漫畫作品，於角川書店漫畫雜誌《月刊少年Ace》2014年12月開始連載。

## 故事簡介
艾爾西亞曆305年。在這個由數字統治的世界，少女與一名男性邂逅了。曾經有一群人以壓倒性的力量在一場後世稱為“廢棄戰爭”的大戰裡將世界導向和平。那逐漸被人們遺忘的英雄名為——擊墜王。然而，當一名心懷強烈意志走上旅程的年幼少女道出此名之際，在這個由印於身上的數字決定人們價值的世界，一場震撼世界的嶄新故事開始了！

## 登場角色

### 主要角色
離人·巴赫 / 坂井（聲：中島良樹）
本作男主角，本名「坂井離人」，三百年前被坂井时风的奶奶所收养，天生具有異於常人的動態視力（甚至超越了修梅魯曼的超反應速度)，为閃擊的擊墜王。陽菜路过街上时遇到的不受欢迎的面具男，真面容是个大帅哥。
數字為代替夥伴殺人的次數，其星点数位于其大太刀上，星点数为5700（暴走時會提升10倍，星点数为57000），原數字球的數字為300000，能夠將數字增加至5倍而不受修梅魯曼的殺意侵蝕。
初登場左手背上有-999的數字為被女孩子討厭的次數。平时戴奇怪的面具打工，表现得懒散、以性騷擾女性為樂，即使有時也温柔体贴，曾为阳菜夺回被骗的点数而战，同时为保护阳菜而假装在众人面前夺走了她非法持有的數字球并离去（拥有數字球的人被称作“违法持有者”，被认定是重罪）。
陽菜·法利欧（聲：本泉莉奈）
本作女主角，數字為行走的距離（一百公里一點），是個遵从被“阿比斯吞噬”的母亲遗言，踏上旅途寻找“传说的击坠王”的少女。对離人有所依恋。因為獨自旅行多年，擁有驚人的野外狩獵技巧，雖然煮的食物外觀如同黑暗料理但味道卻非常好。曾經和母亲生活在深山里而不谙世事，随身携带者母亲留下的10000点數字球。得知父亲是坂井时风，名字取自坂井时风的爱刀。
凛·美（聲：小澤亞李）
數字為幫助他人的次數，管辖懸崖都市厚姆候的军人，艾爾西亞王室立军的曹长，有点天然呆。得意技為踢擊，是唯一擊中過元帥修梅魯曼的人，但因軍服設計不良，容易走光，導致實力無法發揮。经常被離人以及其属下騷擾，在与離人邂逅后默默的爱上了離人，与傑伊鲁一起追寻着離人。有着过人的怪力，可以轻易踢飞岩石。很在乎佩雷。
傑伊鲁·麥德庫（聲：梅原裕一郎）
艾爾西亞王室立军的中尉，率领部队追捕击坠王，同時也是格芬古尼斯的隊長。別稱鐵之信念的傑伊鲁，數字為貫徹自身信念的次數。其点数位于其右手手背上，原点数为12500，靠心中的信念增加点数，如果说谎就会违背信念而减少点数，把忠诚与诚实作为自己的信念，但为離人等人说谎，现点数为12496。剛開始以追捕离人登场，並且与對方大打出手，最后看到離人为救落涯的凛而展现出的绝对速度，進而開始重视離人，之后追寻離人并与其一同作战。後來繼承養父「爆擊的擊墜王」的稱號，並成功擊敗洛貝爾。之後就任艾爾西亞王室立軍的總司令。
佩雷·泊泊羅（聲：市川蒼）
协助琳管辖厚姆候市的艾爾西亞王室立军的军曹。真实身份为特务大佐「格修佩恩斯·泽勒根」，心擊的擊墜王，能力為讀心，數字為懷疑過人的次數。衣领经常遮住下巴，平时十分散漫，喜欢调戏和吐槽凛，会军人的格斗术，在凛被园原的部下袭击时，奋不顾身的出手击退敌人，与阳菜众人一起被送往过去。

### 击坠王
传说中300年前的7位英雄人物，其身上带有闪耀白色光芒的星星，剑身刻有歼敌数目，能夠使用着超越人类认知的力量。其本身具有独特战法，原本数字有多少就只能发挥多少战力，但击坠王们却可以以几倍于他们星点数的实力作战。
離人·巴赫 / 坂井離人
参照「主要角色」
格修佩恩斯·泽勒根
参照「主要角色」
七七（聲：伊藤静）
本名「實驗體第7号」，識擊的擊墜王，同時也是最初的擊墜王。离人在移动酒馆打工时的老板娘，能力是穿越时空。將傑伊魯、凛、佩雷及陽菜送回300年前。
坂井時風（聲：石川界人）
離人的义哥和陽菜的父亲，同时为瞬擊的擊墜王。數字為殺死所愛之人的次數。傑伊鲁等人在回到过去后碰到的第一个人，奉劝众人离开，性格与傑伊鲁不和，擅长拔刀术，随身带着一把木刀，有完成一击便收刀的习惯，无法用肉眼察觉到的拔刀术重创傑伊鲁，后在看到阿蘭杀人后出手但被阻止，其本人不喜欢无意义的争斗。只要与傑伊鲁碰面就会发生战火，两人时常针锋相对，随时处于爆发边缘。奶奶收养了身为孤儿的離人，因此两人成为兄弟。在300年前被離人-所殺，與A班同學一同留在修梅魯曼捨棄的土地上。因A班同學的治療而再次甦醒，卻發現A班同學都離開了。而地面的物資因議會的力量而變的寥寥無幾，因此地面的人需要減少人數才能存活。
道安武虎（聲：日野聡）
重擊的擊墜王。能力为操纵重力引力。數字為讓人屈服的次數，現有點數為122546。对园原水花有一种微妙的情感。雖然外表看似兇惡，其實是個溫柔的人。不想讓園原上戰場，而搶走她的星星，好讓她盡快離開軍校。在300年前，在軍校時遭到襲擊，捨身保護園原。因-修梅魯曼命令，將閃擊的擊墜王打到心跳停止。陽菜等人被特務抓回去被迫吃下擊墜王的新藥時，被道安所救，但因為知道陽菜帶著原型數字球以及目的時，決定把他們殺掉。最後與水花結婚並育有一子，名为“花虎”。
園原水花（聲：悠木碧）
追擊的擊墜王。能力为绝不射偏的子弹追踪与離人的战斗中使子弹凭空绕开離人的剑，數字為固執的次數。是个眼镜妹，外形的最大特点是其巨大机械左臂，似乎暗恋里希特，但随后对救了她的傑伊鲁也有好感，武器为左轮，微型冲锋枪等一系列武器。最後與武虎結婚並育有一子，名为“花虎”。
亚历山德罗夫·格里戈罗维奇（聲：東地宏樹）
昵称「阿蘭」，傑伊鲁的上司和養父，爆擊的擊墜王，能力为操纵高温火焰。同时也是艾爾西亞王室立軍的總司令。300年前為第13特設軍学校教官之一。外貌特征是即使用脸撞碎墙壁也不会损坏的墨镜，以及脸上的一道自左上到右下的巨大伤疤。很喜欢小孩子。
动画版中名字被改成「亚历」。

### 军方人员

#### 艾爾西亞王室立军
傑伊鲁·麦德库
参照「主要角色」
蓓蕾·泊泊罗
参照「主要角色」
凛·美
参照「主要角色」
亚历山德罗夫·格里戈罗维奇
参照「击坠王」
尼库拉
参照「特务部隊」
阿布塞耶特·布雷米亚
参照「其他角色」
达比（聲：興津和幸）
艾爾西亞王室立军的军曹，經常假冒著击坠王來蒙骗許多女性。
初登場時并沒有名字，只是以“军曹”來稱呼。
爱琳（聲：沼倉愛美）
艾爾西亞王室立军总司令辅佐官。
阿塞尔·留波维
艾爾西亞王室立军的少尉，同時也是格芬古尼斯的成員之一。
樱树
艾爾西亞王室立军的少尉，同時也是格芬古尼斯的成員之一。
 ???
艾爾西亞王室立军的少尉，同時也是格芬古尼斯的成員之一。
每次试图自我介绍时都会被其他人无视或打断而没能透露自己的名字，甚至连作者本人都在漫画封面中命名她为“???”。
弗雷德卡姆·冯·莱特宁格（聲：保村真）
艾爾西亞王室立军三大上将之一，通称「雷帝」。
伊·杨·夏洛（聲：真堂圭）
艾爾西亞王室立军三大上将之一，通称「水帝」。
洛贝尔·德·万维希（聲：立花慎之介）
艾爾西亞王室立军三大上将之一，通称「风帝」。
事实上是特务部隊的间谍，与尼库拉一起暗杀国王以及两位上将。暗杀任务完成后便拿走两位上将的數字球以及亚历山德罗夫的總司令宝座。
後被繼承「爆擊的擊墜王」的傑伊鲁擊敗。第64話已知兩位上將皆裝死。

#### 特务部隊
離人·巴赫
参照「主要角色」
坂井時風
参照「击坠王」
道安武虎
参照「击坠王」
園原水花
参照「击坠王」
洛贝尔·德·万维希
参照「艾爾西亞王室立军」
尼库拉（聲：遊佐浩二）
艾尔西亚王室立军的士兵，事實上是特务部隊的少尉。被特务部隊安插在王国军中当间谍，名义上是达比的部下。
真实身份为菲蘭達。
哈兹·瓦尔海特
特务部隊的上尉，謹慎着離人。
父母从小时候因为数字归0被阿比斯吞噬，从此之后就一直想着自己要在这世界上消失。
厄忒尔诺
上級特务部隊三大上将之一，带着眼镜的男性。
拥有不死之身的能力。
露伊纳
上級特务部隊三大上将之一。
斯梅拉姬
上級特务部隊三大上将之一，带着眼罩的肌肉女性。
点数为自认是最强的的次数，由于点数的关系而得到能力无效化的特殊能力。
修梅魯曼·巴赫（聲：関俊彦）
艾爾西亞元帅府特别任务执行机关长官，元帅。300年前为第13特设军学校教官之一。離人的养父。喜歡小孩，卻由於身體問題無法生子，擁有驚人的超反應速度，能力為冰擊。
第71話中證實，現時的修梅魯曼是菲蘭達制造的克隆人，最後被菲蘭達殺死。真正的修梅魯曼倒是一直静待在“乐园之墙”里面。結局由於璃菜的出生而升格成為祖父。
菲蘭達（聲：三石琴乃）
本作最终反派，300年前为第13特设军学校教官之一，之后成为特务部隊的科学家之一。最大特点就是脸上经常带着微笑。
星点数为10000000，為掠奪過的次數。擁有假扮的能力，同時也能複製對方的能力。最後被亞歷山德羅夫勒死。
一号
为菲蘭達制造出来的A班学生克隆人之一，咲的克隆人，修梅魯曼最忠诚的部下。接受手术而成为新型击坠王。与離人一样拥有閃擊能力。
喜欢时风。
二号
为菲蘭達制造出来的A班学生克隆人之一，玄治的克隆人，修梅魯曼最忠诚的部下。接受手术而成为新型击坠王。
三号
为菲蘭達制造出来的A班学生克隆人之一，须田的克隆人，修梅魯曼最忠诚的部下。接受手术而成为新型击坠王。
四号
为菲蘭達制造出来的A班学生克隆人之一，愛純的克隆人，修梅魯曼最忠诚的部下。接受手术而成为新型击坠王。
五号
为菲蘭達制造出来的A班学生克隆人之一，杏華的克隆人，修梅魯曼最忠诚的部下。接受手术而成为新型击坠王。与时风一样拥有瞬擊能力。

### 其他角色
月菜·法利歐（聲：皆口裕子）
陽菜的母親，離人與時風的兒时玩伴。研究議會力量的頂級科学家，開發出能超越擊墜王力量的藥物。在陽菜與離人相遇的五年前因为被菲莲妲陷害使得数字歸0而被阿比斯吞噬。把原型數字球交给阳菜，让阳菜去寻找传说中的击坠王。
阿布塞耶特·布雷米亚（聲：七緒春日）
在厚姆候开蔬菜店的大姐。真实身份为原艾爾西亞王室立军四大上将之一。
初登场时只以“八百屋的大姊姊”或“蔬菜店小姐”来称呼。
佩尔摩（聲：遠藤綾）
增加數字為实现梦想的次數，邀请離人一起帮忙实现飞翔的梦想，但未能成功（飞行研究是军方禁止的）在此期间帮助阳菜和離人恢复感情，随后因为数字歸0被阿比斯吞噬。
查尔斯·迪·贝尔克特·艾尔西亚十一世
艾尔西亚王国國王，9歲。喜歡著亚历山德罗夫。與亚历山德罗夫訴說壓制特務機關的計畫後約定14歲結婚後在房內試穿婚紗時被特務部隊暗殺，遭特務人員戲稱為"愚帝"。第81話中證實遺體被真正的修梅魯曼暗中以冰擊冰封。在最終話中復活。
時宗
阿比斯的居民，时风的孩子之一。后来被艾爾西亞王室立军抓着当人质。
一之濑咲（聲：久保田未夢）
第13特设军学校的A班学生之一，在开学典礼上因和玄治、须田二人嘲笑修梅魯曼讲童话故事，而被阿蘭用枪攻击（实际是油漆弹，无杀伤力）。有相当柔韧的肌肉，喜欢離人。
阿久井玄治（聲：阿座上洋平）
第13特设军学校的A班学生之一。身材高大，和一支濑、须田二人为朋友，喜欢上一支濑。开学典礼上和一支濑一同被阿蘭用枪攻击。因替一支濑挡下士兵们的攻击而受伤，后得到阳菜的治疗。
须田恭平（聲：高塚智人）
第13特设军学校的A班学生之一，与一支濑、玄治二人在开学典礼上被阿蘭用枪攻击。
成宮杏華（聲：織江珠生）
第13特设军学校的A班学生之一。
住谷愛純（配音：早瀬雪未）
第13特设军学校的A班学生之一。
阿爾辛格
从宇宙降落到地球的外星人，外貌类似于天使。为原型數字球的制作者。被艾爾西亞的人民称呼为神。
璃菜·巴赫
離人与阳菜的女儿，外貌类似于母亲。发色与祖父修梅爾曼一样是金色。
道安花虎
武虎与水花的儿子，外貌比父亲更帅。

## 出版書籍
| 集數 | 角川書店       | 角川書店               | 台灣角川       | 台灣角川               |
| 集數 | 發售日期       | ISBN                   | 發售日期       | ISBN                   |
| ---- | -------------- | ---------------------- | -------------- | ---------------------- |
| 1    | 2015年4月25日  | ISBN 978-4-04-103329-6 | 2016年4月27日  | ISBN 978-986-473-049-0 |
| 2    | 2015年4月25日  | ISBN 978-4-04-103330-2 | 2016年6月27日  | ISBN 978-986-473-141-1 |
| 3    | 2015年11月26日 | ISBN 978-4-04-103331-9 | 2016年10月11日 | ISBN 978-986-473-343-9 |
| 4    | 2016年4月26日  | ISBN 978-4-253-22063-7 | 2017年4月20日  | ISBN 978-986-473-630-0 |
| 5    | 2016年12月8日  | ISBN 978-4-253-22064-4 | 2017年7月6日   | ISBN 978-986-473-803-8 |
| 6    | 2016年7月26日  | ISBN 978-4-04-104877-1 | 2017年12月25日 | ISBN 978-957-853-156-7 |
| 7    | 2017年5月26日  | ISBN 978-4-04-104878-8 | 2018年8月23日  | ISBN 978-957-564-371-3 |
| 8    | 2017年8月26日  | ISBN 978-4-04-105995-1 | 2019年1月9日   | ISBN 978-957-564-686-8 |
| 9    | 2018年2月26日  | ISBN 978-4-04-106562-4 | 2019年8月26日  | ISBN 978-957-743-166-0 |
| 10   | 2018年6月26日  | ISBN 978-4-04-107048-2 | 2020年3月26日  | ISBN 978-957-743-586-6 |
| 11   | 2018年11月26日 | ISBN 978-4-04-107612-5 | 2020年3月26日  | ISBN 978-957-743-587-3 |
| 12   | 2019年3月26日  | ISBN 978-4-04-107613-2 | 2020年4月23日  | ISBN 978-957-743-654-2 |
| 13   | 2019年7月26日  | ISBN 978-4-04-108694-0 | 2020年4月23日  | ISBN 978-957-743-655-9 |
| 14   | 2019年12月26日 | ISBN 978-4-04-108696-4 | 2020年7月27日  | ISBN 978-957-743-839-3 |
| 15   | 2020年4月25日  | ISBN 978-4-04-109336-8 | 2021年2月25日  | ISBN 978-986-524-221-3 |
| 16   | 2020年8月26日  | ISBN 978-4-04-109337-6 | 2021年9月13日  |                        |
| 17   | 2021年1月26日  | ISBN 978-4-04-111102-4 | 2021年9月13日  |                        |
| 18   | 2021年5月26日  | ISBN 978-4-04-111381-3 | 2022年6月23日  |                        |
| 19   | 2021年10月26日 | ISBN 978-4-04-111828-3 | 2022年6月23日  |                        |
| 20   | 2022年2月26日  | ISBN 978-4-04-111829-0 | 2023年3月16日  |                        |
| 21   | 2022年6月24日  | ISBN 978-4-04-112633-2 | 2023年3月16日  |                        |

## 电视动画
在2018年2月17日中宣布在2020年出动画版。2019年12月8日在日本举办1、2、3话先行上映会。

### 制作人员
- 原作：水無月嵩
- 監督：神戶洋行
- 副監督：西片康人
- 系列構成：鈴木雅詞
- 角色設計：高品有桂、福地友樹、福田裕樹
- 動作·效果作監：酒井智史、友田政晴
- 設計：津幡佳明、沼田廣
- 美術監督：坪井健太
- 色彩設計：池田瞳
- 攝影監督：野澤圭輔
- 特效：益子典子
- 編輯：吉武將人
- 音響監督：蝦名恭范
- 音響效果：倉橋裕宗
- 音響製作：HALF H·P STUDIO
- 音樂：松本淳一
- 音樂製作：日本哥倫比亞
- 動畫製作：GEEK TOYS
- 製作：掠奪者製作委員會（KADOKAWA、Funimation Productions、DOCOMO动画商城、日本古倫美亞、角川Media House、81 Produce、GEEK TOYS）

### 主题曲
片頭曲
「Plunderer」（第1话－第11话）
作词：許瑛子，作曲：大畑拓，編曲：岸田勇気
主唱：伊藤美来
「孤高の光 Lonely dark」（第12话－第15话、第17话、第19话－第21话、第23话）
作词：許瑛子，作曲：間瀬公司，編曲：中畑丈治
主唱：伊藤美来
片尾曲
「Countless days」（第2话－第11话）
作词：三浦誠司，作曲、編曲：
主唱：陽菜（本泉莉奈）
「Reason of Life」（第12话－第24话）
作词：，作曲、編曲：坪田修平
主唱：陽菜（本泉莉奈）、琳（小澤亞李）、七七（伊藤静）

### 各話列表
| 話數   | 日文標題 | 中文標題        | 劇本     | 分鏡            | 演出       | 作畫監督 | 总作畫監督                                     | 改編自原作漫畫                                    |
| ------ | -------- | --------------- | -------- | --------------- | ---------- | --- | ---------------------------------------------- | ------------------------------------------------- |
| 第1話  |          | 傳說中的擊墜王  | 铃木雅词 | 森本育郎        | 土屋浩幸   | 三好和也、田津奈奈子 沼田廣、小澤圓 飯飼一幸、片山敬介 | 津幡佳明 輿石曉                                | 部分原创 第1話、第2話前半                         |
| 第2話  |          | 我恨你！        | 铃木雅词 | 祝浩司          | 西片康人   | 田津奈奈子、沼田廣 小澤圓、池谷祥明 三好和也、片山敬介 | 津幡佳明 輿石曉                                | 第2話                                             |
| 第3話  |          | 这是制服 没办法 | 村上深夜 | 吉田英俊        | 黒田晃一郎 | 今泉龍太、谷口繁則 平野翔、迎千葉瑠 森谷春樹 | 福地友樹 津幡佳明                              | 部分原创 第3話                                    |
| 第4話  |          | 违法持有者      | 小鹿     | 森本育郎        | 宮原秀二   | 飯飼一幸、菊池功一 池谷祥明、田津奈奈子 | 輿石曉 福地友樹                                | 部分原创 第4話                                    |
| 第5話  |          | 别道歉 道歉啊   | 小鹿     | 齋藤哲人        | 宮田亮     | 飯塚葉子、南伸一郎 丸英男、李慶 吴晓伟、尤茜 | 輿石曉、津幡佳明 福地友樹、福田裕樹            | 部分原创 第5話                                    |
| 第6話  |          | 直觉            | 铃木雅词 | 林宏樹          | 日下直義   | 日下岳史、丹波恭利 宮本武史、西本成司 | 福地友樹 田津奈奈子 津幡佳明 輿石曉            | 部分原创 第6話                                    |
| 第7話  |          | 很美味          | 铃木雅词 | 祝浩司          | 奥野浩行   | 今泉龍太、河本華穗 谷口繁則、平野翔 迎千葉瑠、森谷春樹 | 福地友樹 田津奈奈子 津幡佳明 輿石曉            | 原创剧情 一部第6話后半                            |
| 第8話  |          | 阿比斯恶魔      | 小鹿     |                 | 宮原秀二   | 飯飼一幸 菊池功一 | 福地友樹 田津奈奈子 津幡佳明 輿石曉            | 部分原创 第6話后半、第7話                         |
| 第9話  |          | 掠奪者          | 铃木雅词 | 祝浩司          | 土屋浩幸   | 、山田龍 三好和也、小澤円 服部憲知、水崎健太 | 福地友樹、田津奈奈子 福田裕樹                  | 第8話、第9話                                      |
| 第10話 |          | 认真            | 铃木雅词 | 吉田英俊        | 花上将吾   | 池谷祥明、山田龍 松尾優、沼田廣 阿部安佳里、佐藤愛架 、中澤勇一 杉村友和、管振字 服部憲知、澤井真紀 輿石曉、津幡佳明、田津奈奈子 鉄人動画、Big Owl、Revival     | 花上将吾                                       | 第9話后半、 第10話、第11話                        |
| 第11話 |          | 珍藏            | 小鹿     | 森本育郎        | 日下直義   | 柳瀨雄之、關口雅浩 津熊健徳 | 福田裕樹 田津奈奈子                            | 部分原创 第12話                                   |
| 第12話 |          | 入学仪式        | 铃木雅词 | 齋藤哲人 祝浩司 | 友田政晴   | 監物ケビン雄太、沼田廣 池谷祥明、阿部安佳里 佐藤愛架、澤井真紀 高田和典、山田龍                                                                                 | 津幡佳明、田津奈奈子 輿石曉、福地友樹          | 部分原创 第13話、第14話、 第15話前半              |
| 第13話 |          | 肚子很饱        | 铃木雅词 | 祝浩司          | 加藤顕     | 飯飼一幸、小野晃 菊池功一、 水野友美子 | 福地友樹 田津奈奈子 輿石曉 津幡佳明 水野友美子 | 部分原创 第15話后半、第16話、 第17話前半          |
| 第14話 |          | 7分12秒         | 铃木雅词 | 奥野浩行        | 森本育郎   | 今泉龍太、谷口繁則 平野翔、迎千葉瑠 森谷春樹、奥野浩行 | 福地友樹 田津奈奈子 輿石曉 津幡佳明 水野友美子 | 部分原创 第17話后半、 第18話、第19話、 第20話前半 |
| 第15話 |          | 不殺人軍隊      | 村上深夜 | 松浦直紀        | 松浦直紀   | 谷口繁則、日下岳史 宮本武史、島崎望 大西貴子、丸山翔子 高田和典、佐佐木一浩 杉村友和、山田龍 服部憲知、中澤勇一 ティアトライブ、Big Owl Revival、STUDIO MASSKET | 田津奈奈子 輿石曉 津幡佳明 水野友美子          | 部分原创 第19話前半、 第20話后半、 第21話、第22話 |
| 第16話 |          | 废弃战争        | 铃木雅词 | 吉田英俊        | 土屋浩幸   | 三好和也、 管振宇、服部憲知 杉村友和、金到暎 | 津幡佳明、清丸悟 輿石曉、田津奈奈子            | 部分原创 第22話后半、第23話、 第24話前半          |
| 第17話 |          | 闪击的击坠王    | 小鹿     | 祝浩司          | 友田政晴   | 福江光惠、友田政晴 服部憲知、杉村友和 沼田廣、山田龍 金到暎、 申榮淳、吉岡敏幸                                                                                  | 津幡佳明、清丸悟 輿石曉、田津奈奈子 水野友美子 | 第23話后半、 第24話后半、 第25話、第26話          |
| 第18話 |          | 艾爾西亞的誕生  | 小鹿     | 森本育郎        | 加藤顕     | 菊池功一 飯飼一幸 金到暎 | 水野友美子 津幡佳明 輿石曉                     | 部分原创 第20話后半、第27話                       |
| 第19話 |          | 花心            | 村上深夜 | 齋藤哲人 祝浩司 | 奥野浩行   | 吉岡敏幸、申榮淳 櫻井拓郎、澤井真紀 沼田廣、山田龍 | 津幡佳明 清丸悟 輿石曉                         | 部分原创 第27話后半、 第28話、第29話              |
| 第20話 |          | 雨              | 小鹿     | 松浦直紀        | 松浦直紀   | 張昀、毛応星 山田龍、沼田廣 | 清丸悟、田津奈奈子 水野友美子、津幡佳明        | 部分原创 第30話、第38話前半                       |
| 第21話 |          | 父親            | 小鹿     | 祝浩司          | 加藤顕     | 顧宏雨、胡曉芳 孫玉萍、金到暎 服部憲知、沼田廣 、Big Owl 、Revival、寿門堂                                                                                      | 津幡佳明 田津奈奈子 輿石曉 永作友克            | 第30話后半、 第31話、第32話                       |
| 第22話 |          | 约定            | 村上深夜 | 森本育郎        | 奥野浩行   | 櫻井木之實、金海淑 南伸一郎、花輪美幸 服部憲知、重松晋一 | 津幡佳明 田津奈奈子 輿石曉 永作友克            | 部分原创 第33話、第34話、 第35話前半              |
| 第23話 |          | 饶不了你        | 鈴木雅詞 | 祝浩司          | 土屋浩幸   | 服部憲知、服部益實 松尾優、山田龍 金海淑、澤井真紀 櫻井拓郎、飯飼一幸 菊永千里、菊池政芳 海保仁美、藤田真弓 宮野健、畠山元 Park sang-ho                         | 津幡佳明 清丸悟 輿石曉 田津奈奈子 永作友克     | 部分原创 第34話后半、第35話后半                   |
| 第24話 |          | 我的撃墜王      | 鈴木雅詞 | 森本育郎        | 神戶洋行   | 澤井真紀、中山智貴 沼田廣、山田龍 | 神戸洋行 清丸悟                                | 部分原创 第35話后半、第36話、 第37話前半          |

### 藍光版
| 卷數 | 發賣日期      | 收錄話數        | 規格編號  | 封面人物           |
| ---- | ------------- | --------------- | --------- | ------------------ |
| 1    | 2020年3月25日 | 第1話 ~ 第6話   | KAXA-7891 | 離人&陽菜&七七     |
| 2    | 2020年4月24日 | 第7話 ~ 第12話  | KAXA-7892 | 傑伊鲁&凛&蓓蕾     |
| 3    | 2020年7月29日 | 第13話 - 第18話 | KAXA-7893 | 離人&时风&修梅鲁曼 |
| 4    | 2020年8月26日 | 第19話 - 第24話 | KAXA-7894 | 離人&武虎          |

## 評價
水無月嵩的作品主要靠其中的殺必死而知名，但本作品至少有正規的科幻或奇幻主軸。評論家指出故事中的許多伏筆顯示背景設定可能遠比已知的更深奧，還有許多令人期待的故事發展。然而，本作品中的殺必死可能讓一些觀眾感到不適而敬而遠之。在觀眾第一次認識男主角離人時，該場景便將性騷擾作為幽默橋段；女主角陽菜的數字標示在大腿內側，引發許多男性強硬地將其雙腿拉開的畫面；而女配角凛的軍隊制服是非常短的迷你裙，不旦令他自己感到不適，時時刻刻想要將裙沿拉低，而故事中的許多男性卻說他「這樣穿一定是想要給人看內褲」，無視本人的意願、也忽略那是軍隊制服的事實。

## 外部連結
- （日語）掠奪者 （页面存档备份，存于）
- （日語）「掠奪者」官方动画网站 （页面存档备份，存于）
- （日語）「掠奪者」官方的Twitter帳戶 （页面存档备份，存于）